# Victory (Vulkan)
Der Victory ist ein Schichtvulkan in der Provinz Oro in Papua-Neuguinea.